# تلمبة كوشة (بختاجرد)
تلمبة کوشة (بالإنجليزية: Tolombeh-ye Kushesh)‏ هي منطقة سكنية تقع في إيران في فارس. يقدر عدد سكانها بـ 17 نسمة .